# John Drummond, I conte di Melfort
John Drummond, I conte di Melfort (1649 – Parigi, 25 gennaio 1714), è stato un nobile scozzese.

## Biografia
Era l'ultimogenito di James Drummond, III conte di Perth, e di sua moglie, Lady Anne Gordon.

## Carriera
Si unì all'esercito e fu capitano della guardie a piedi scozzese nel 1673. Fu vice-governatore del Castello di Edimburgo nel 1679, in seguito fu tenente generale nel 1680. Ha prestato servizio come segretario di Stato per la Scozia sotto Giacomo II e VII dal 1684 fino al 1688. Si convertì al cattolicesimo.
Massone, nel 1685 fu membro della Loggia di Dunblane.
Egli è stato creato visconte di Melfort e Lord Drummond di Gillestoun nel 1685, e membro del Consiglio della Corona d'Inghilterra nello stesso anno, e conte di Melfort, visconte di Forth e Lord Drummond di Riccartoun, Castlemains Gilstoun e nel 1686, tutti titoli di Pari di Scozia. Nel 1687, è stato nominato tra i fondatori dei Cavalieri dell'Ordine del Cardo. Venne, inoltre, creato barone Cleworth, Pari d'Inghilterra, il 7 agosto 1689.
Dopo la fuga attraverso le frontiere gallesi, fuggì in Francia il 16 dicembre 1688, e frequentò il monarca in esilio, come Segretario di Stato per un certo tempo in Irlanda. Tuttavia, egli era in conflitto sulla politica del duca di Tyrconnell e dell'ambasciatore francese, il conte d'Avaux. Ciò ha portato al suo ritorno in Francia, raggiungendo St. Germain nel mese di ottobre 1689. La regina Maria Beatrice d'Este, poi, lo mandò come ambasciatore a Roma dove ha goduto di un notevole successo sociale, ma non politico per papa Alessandro VIII aveva adottato una politica anti-francese nella guerra nove anni. Rimase a Roma fino a dopo l'elezione di Papa Innocenzo XII, ma il nuovo papa non era più disposto ad aiutare Giacomo a riconquistare la sua corona rispetto al suo predecessore. Di conseguenza, Melfort fu richiamato a St. Germain, dove divenne segretario di Stato di James fino al giugno 1694, anche se il conte di Middleton divenne segretario comune con lui al suo arrivo in Inghilterra nella primavera del 1693.
Venne creato duca di Melfort, marchese di Forth, conte di Isla e Burtisland, visconte di Rickerton e Lord Castlemains e Galston, pari di Scozia, il 17 aprile 1692. È stato anche fatto cavaliere dell'Ordine della Giarrettiera a St. Germain nel 1691.
È stato messo fuori legge dal governo di Guglielmo III in Gran Bretagna, il 23 luglio 1694.

## Matrimonio
Sposò, il 30 settembre 1670, Sophia Maitland, figlia di Robert Maitland. Ebbero un figlio:
- Robert Drummond (?-1716), sposò Anne Inglis, ebbero due figli;

Nel 1680, sposò Eufemia Wallace, figlia di Sir Thomas Wallace. Ebbero quattro figli:
- Elizabeth Drummond, sposò William Drummond, II visconte Strathallan, ebbero un figlio;
- John Drummond, II conte di Melfort (1682-1754);
- Mary Drummond (?-1713), sposò José de Bozas, conde del Castelbianco, non ebbero figli;
- Frances Drummond (?-1726), sposò José de Bozas, conte del Castelbianco, ebbero tre figli.

## Morte
Morì il 25 gennaio 1714 a Parigi.